# Железнодорожный транспорт в Анголе
Железнодорожный транспорт Анголы —  один из видов грузового и пассажирского транспорта в Анголе

## История
Первая железнодорожная линия была построена в 1909 году, когда Ангола являлась колонией Португалии. 
В 1928 году была введена в эксплуатацию Бенгельская железная дорога - от побережья Атлантического океана до района Катанга в бельгийском Конго.
4 февраля 1961 года началась война за независимость, которая завершилась после революции 1974 года в Португалии и создания в 1975 году правительства переходного периода. 11 ноября 1975 года была провозглашена Народная Республика Ангола.
В дальнейшем, железные дороги пострадали в ходе начавшейся гражданской войны. 
В 1966 году общая протяжённость железных дорог страны составляла свыше 3 тыс. км, в 1985 году - около 3,3 тыс. км.

## Современное состояние
Протяжённость железнодорожных путей составляет 2852 км, из которых 2729 км имеют ширину колеи 1067 мм и 123 км — 600 мм.
Имеются три железнодорожные линии, не связанные между собою, которые соединяют центральные районы страны с Атлантическим океаном. Масса погонного метра рельса 30, 40 и 45 кг, деревянные шпалы. Основные грузы: нефтепродукты, цемент, асбест, хлопок, кофе и другие продукты сельского хозяйства. В локомотивном парке имеются тепловозы и паровозы.

## Железнодорожные связи со смежными странами
- Демократическая Республика Конго — да, одинаковая ширина колеи 1067 мм.
- Республика Конго — нет, одинаковая ширина колеи 1067 мм.
- Намибия — нет, одинаковая ширина колеи 1067 мм.
- Замбия — нет, одинаковая ширина колеи 1067 мм.